# Caleb Stanko
Caleb James Stanko (Holly, 2 settembre 1993) è un calciatore statunitense, centrocampista svincolato.

## Biografia
Possiede il passaporto polacco.

## Carriera

### Nazionale
Nel 2013 ha preso parte al campionato nordamericano Under-20 (3 partite) e al Mondiale Under-20 (2 partite).

## Palmarès

### Club

#### Competizioni nazionali
- Campionato tedesco di seconda divisione: 1

Friburgo: 2015-2016
- Coppa del Liechtenstein: 1

Vaduz: 2016-2017